# Bangkok Yai
Bangkok Yai é um dos 50 distritos de Banguecoque, na Tailândia, situado à oeste do Rio Chao Phraya. Conta com uma população de 76 608 habitantes (2009).